# نواتل
نواتل (انگلیسی: Novotel) شرکت مهمان‌نوازی فرانسوی است، که در سال ۱۹۶۷ تأسیس شد.